# Grădinari (gmina w okręgu Aluta)
Grădinari – gmina w Rumunii, w okręgu Aluta. Obejmuje miejscowości Grădinari, Petculești, Runcu Mare i Satu Nou. W 2011 roku liczyła 2370 mieszkańców.